# Jeanne Villepreux-Power
Jeanne Villepreux-Power (n. 25 septembrie 1794, Juillac, Limousin, Franța – d. 25 ianuarie 1871, Juillac, Limousin, Franța) a fost o naturalistă franceză.
Autodidactă pasionată și pionieră a biologiei marine, ea este descrisă de Edmond Perrier drept precursoarea stațiilor de biologie marină, iar de Sir Richard Owen drept fondatoarea acvariologiei.

## Biografie

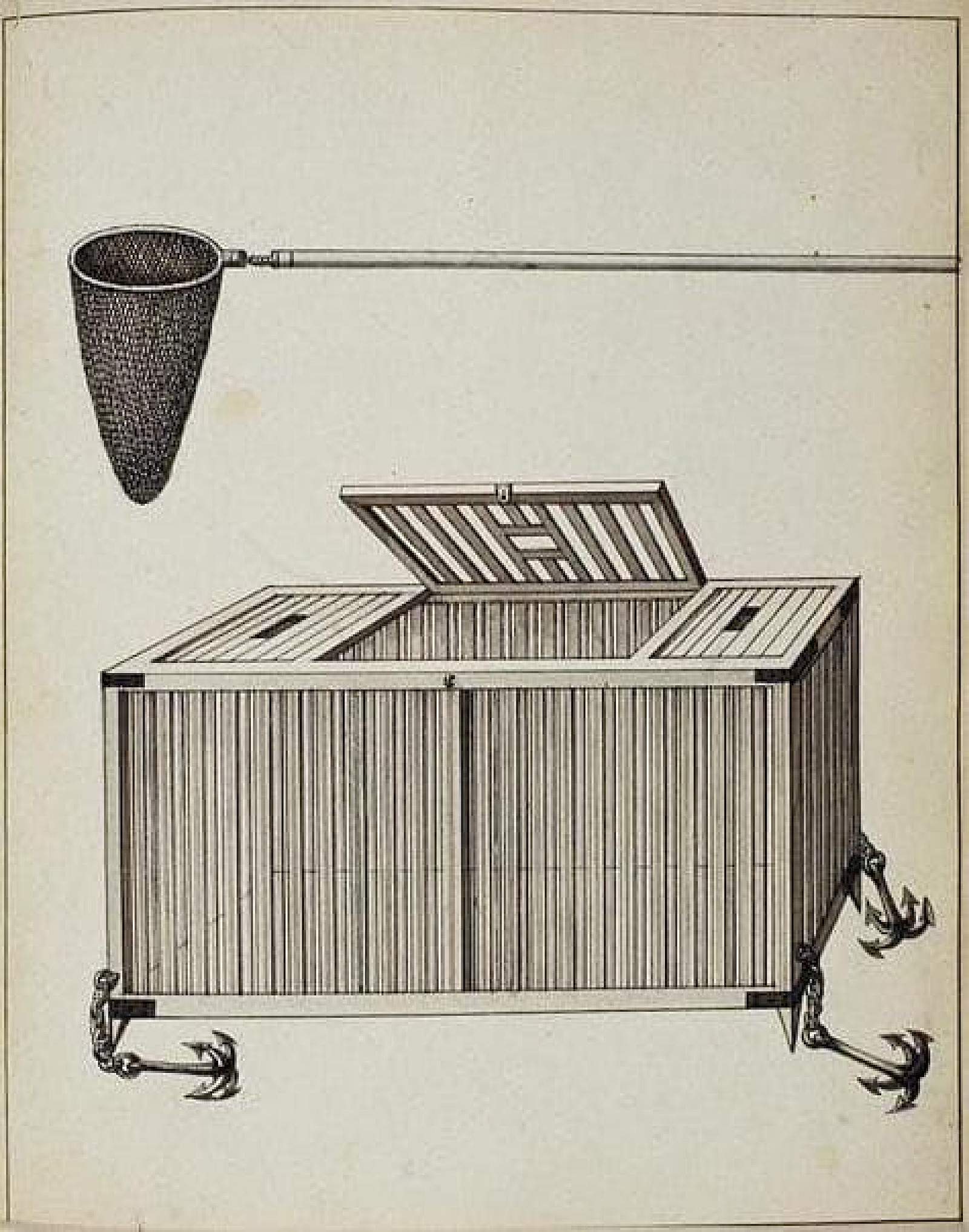
O "cușcă à la Power" din lemn, desenată de Jeanne Villepreux-Power.

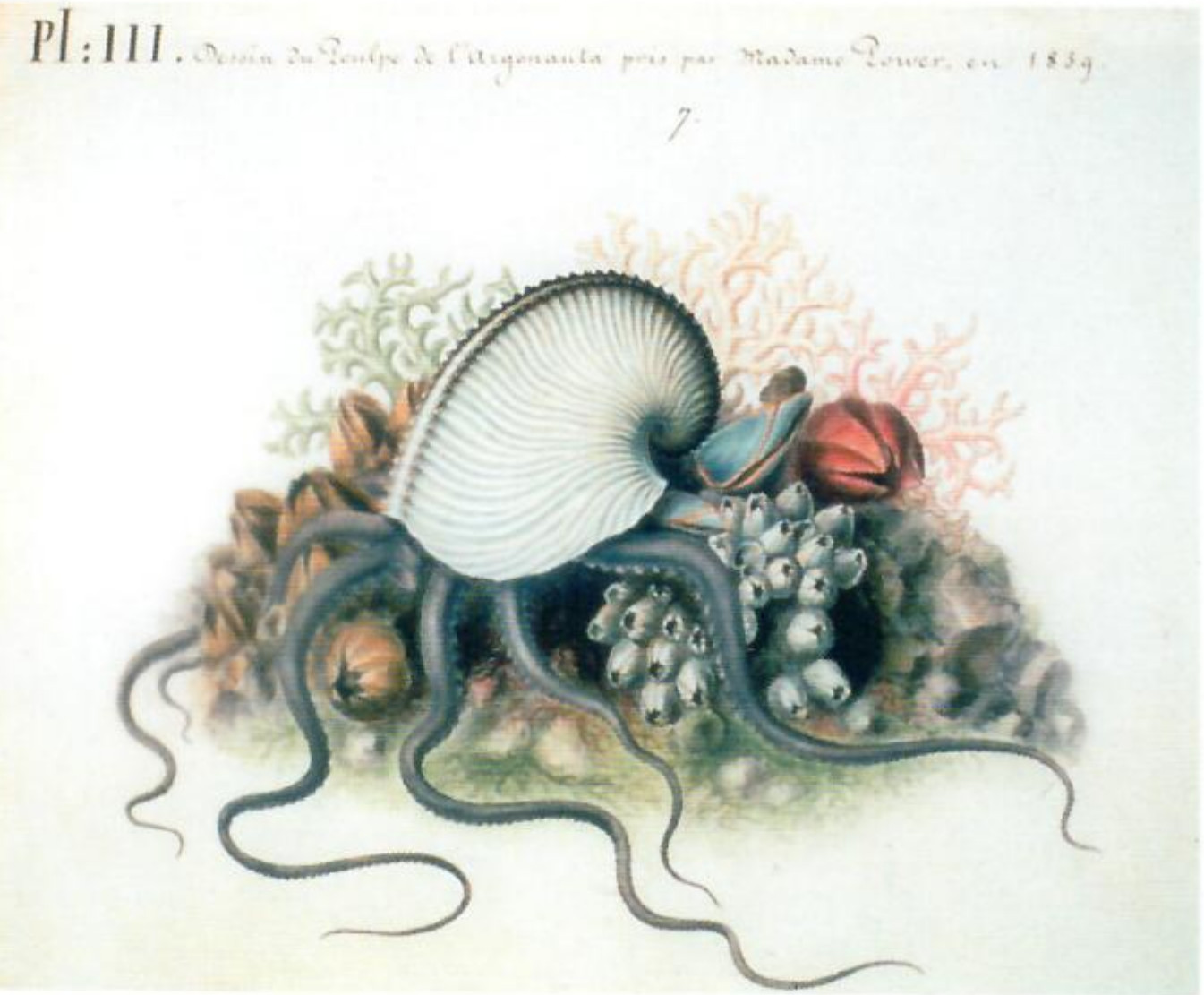
Pictură în acuarelă, originală, a unui argonaut, pictată de Jeanne Villepreux-Power în 1839.

A fost primul dintre cei patru copii ai lui Pierre Villepreux, care a practicat mai multe meserii, printre care cele de cizmar și paznic rural, și ai lui Jeanne Nicot. Jeanne (poreclită Lili) începuse de la o vârstă fragedă să lucreze ca servitoare, în Julliac, orașul ei natal. Mama a murit când Jeanne avea doar doisprezece ani. La vârsta de optsprezece ani, a pornit pe jos către Paris, străbătând peste 400 de kilometri.
La Paris, a lucrat pentru Clémence Gagelin, o croitoreasă renumită, și a devenit cunoscută datorită unei rochii de mireasă pe care a realizat-o pentru nunta Mariei-Carolina de Bourbon-Două Sicilii cu Charles Ferdinand d'Artois (1778–1820), duce de Berry. Cu această ocazie, l-a cunoscut pe James Power, negustor și director al telegrafului submarin din Regatul celor Două Sicilii, de origine irlandeză. În 1818, l-a urmat pe acesta la Messina și s-a căsătorit cu el. Odată stabilită în Sicilia, Jeanne Villepreux-Power s-a dedicat studiului, beneficiind de sprijinul soțului, și s-a interesat de istoria naturală a insulei.

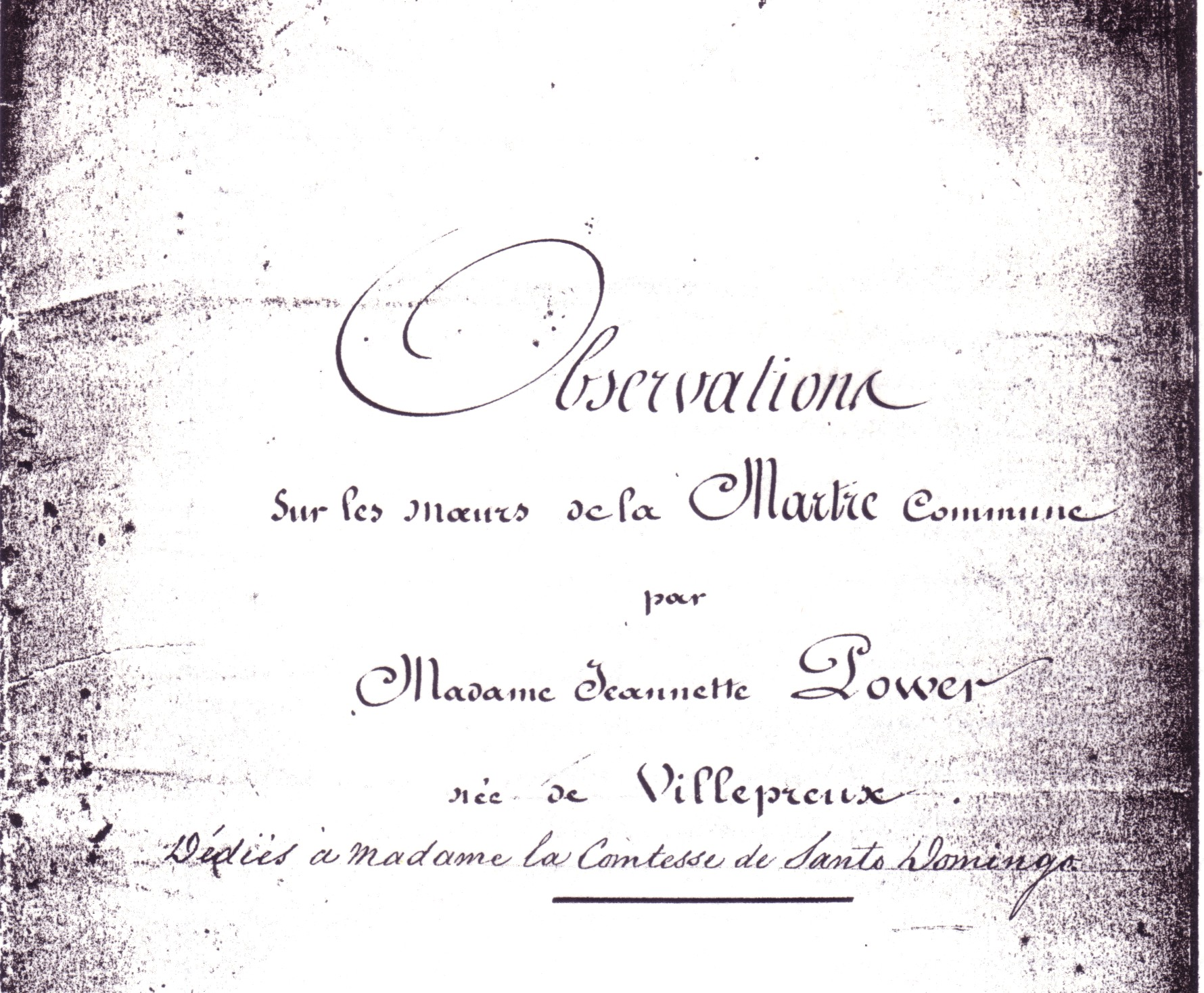
Titlu manuscris al Observații asupra obiceiurilor jderului comun.

Era pasionată de studiul scoicilor actuale și fosile, în special al speciei Argonauta argo. Ea este cea care a rezolvat o întrebare științifică rămasă fără răspuns la acea vreme: dacă argonautul își secretă cochilia sau o locuiește asemenea unui crab pustnic? Pentru a o studia mai bine, a construit cuști speciale, numite ulterior „cuști à la Power”, care aveau să devină prototipuri ale acvariilor.
Datorită observațiilor ei, a demonstrat că argonautul nu este un parazit, ci are capacitatea de a-și secreta propria cochilie. De asemenea, a determinat modul de reproducere al acestei specii, care prezintă un dimorfism sexual accentuat. A publicat lucrarea Observații și experimente fizice asupra mai multor animale marine și terestre.
Este prima femeie admisă ca membru al Academiei de Științe din Catania, și corespondentă a Zoological Society of London, unde Sir Richard Owen i-a prezentat descoperirile, precum și membră corespondentă a peste douăsprezece alte societăți științifice. A publicat mai multe lucrări, printre care „Itinerar al Siciliei privind toate ramurile istoriei naturale și unele aspecte de arheologie pe care le conține” (Messina, 1839), precum și „Ghid pentru Sicilia” (Napoli, 1842; reeditat în 1995), semnând cu pseudonimul Jeannette Power. Această din urmă lucrare este în același timp ghid istoric și turistic, și o sursă de referință pentru naturaliști, deoarece include fauna, flora, dar și fosilele și mineralele insulei.
În 1837, familia Power s-a hotărât să se stabilească la Londra. Colecțiile, cabinetul de istorie naturală și manuscrisele lui Jeanne Villepreux-Power s-au pierdut în 1838, în urma naufragiului vasului Bramley, o brigantină care le transporta de la Messina la Londra și care s-a scufundat în largul coastelor Bretaniei. Ulterior, cuplul s-a stabilit la Paris în 1842, iar Jeannette Power a încetat activitatea experimentală.
În timpul asediului Parisului din 1870, s-a refugiat în satul ei natal, lăsându-și soțul, pe James Power, în capitală. A murit la vârsta de 77 de ani, la Julliac. Cavoul Villepreux–Power, situat în fostul cimitir din Pontoiseau, a fost cumpărat în 1915 de un antreprenor local, care l-a transformat în cavoul lui personal. Cimitirul a fost demolat în 1976.

## Pionieră a acvaristicii
Deși naturaliștii foloseau deja vase cu apă de mare pentru studiul organismelor marine vii, Jeanne Villepreux-Power a sistematizat, începând din 1832, utilizarea acvariilor pentru studiul in vivo al argonauților. Ea le-a numit „cuști” și le-a prezentat în fața Academiei din Catania, care le-a denumit Gabioline alla Power („cuștile Power”).
În cadrul demersului său experimental, bazat pe observarea organismelor marine vii, ea a construit trei tipuri de „cuști” pentru a menține condițiile de viață necesare argonauților:
- un prim model din sticlă, destinat studiului în cabinet al organismelor marine;
- un al doilea model, prevăzut cu un cadru exterior care permite scufundarea și ridicarea, pentru a menține organismele în mediul lor natural, dar cu posibilitatea de a le extrage pentru observații;
- un al treilea model, din lemn, de dimensiuni mari (4 m lungime, 1,1 m lățime, 2 m înălțime), dotat cu ancore pentru a fi fixat pe fundul mării, lăsând partea superioară la suprafață.

Sir Richard Owen o considera pe Jeanne Villepreux-Power drept „mama acvariologiei”.
„But to Madame Jeannette Power (née de Villepreux), according to the testimony of Professor Carmelo Maravigna in the Giornale Letterario dell'Accademia Gioenia di Catania (December 1834), ought to be attributed, if to any one individual, the invention and systematic application of the receptacles now called Aquaria to the study of marine, and principally of molluscous animals”—Owen, .
Cercetătorul Josquin Debaz indică faptul că
„sans vouloir ici trancher aucune question de priorité dans l’invention des aquariums modernes, on peut sans conteste affirmer avec Gage⁠(d) que ces Gabbioline alla Power constituent un tournant de tout premier plan dans leur histoire”
 .

## Omagii
În anul 1997, Uniunea Astronomică Internațională a numit în onoarea sa o patera (formă de relief vulcanic) de pe planeta Venus, descoperită de sonda Magellan. Patera Villepreux-Power se află la coordonatele 22° latitudine sudică și 210° longitudine estică.
În anul 2007, un muzeu din Tulle – Muzeul Claustrului – i-a dedicat o expoziție comemorativă.
Premiul Jeanne Villepreux-Power, acordat anual de Misiunea pentru egalitatea de șanse din cadrul rectoratului regiunii Limousin și de organizația Récréasciences – CCSTI Limousin, recompensează o tânără aflată în anul al doilea de clase pregătitoare pentru marile școli (CPGE) din regiunea Limousin.
În anul 2015, numele său a fost atribuit unei străzi din orașul Limoges, fosta rampă Haute-Vienne.
Din anul 2019, o alee din Paris poartă numele său: Aleea Jeanne-Villepreux-Power, situată în arondismentul 12. Intrarea în alee se află chiar vizavi de acvariul Porte-Dorée.
În anul 2022, Institutul Diversitate, Ecologie și Evoluția Vieții, o federație de cercetare a Universității Paris-Saclay, a atribuit numele Jeanne Villepreux unei săli de ședințe.